# Ibrahim (film)
Ibrahim er en dansk kortfilm fra 2007 instrueret af Manyar I. Parwani efter eget manuskript.

## Handling
Historien om den helt unge flygtning, Ibrahim, fra Rwanda, der bor i et asylcenter og tjener lidt sorte penge ved at dele aviser ud. På sin avisrute møder han overklasseparret, Ingrid og Halfdan. Dette korte møde sætter sig i Ibrahim. Da han senere får afslag på sin ankesag af flygtningenævnet, er det Ingrid og Halfdans hus han flygter til.

## Medvirkende
- Ibrahim Sesay, Ibrahim
- Jens Albinus, Halfdan
- Andrea Vagn Jensen, Ingrid
- Pervaiz Akhtar, Walid
- Thomas Waern Gabrielsson, Thomas
- Karim Arrahaoui, Mohammed
- Vibeke Hastrup, Rikke
- Stig Hoffmeyer, Nævnsformand
- Jaan Butt, Naveed
- Sami Rehman, Avismand
- Sarah El Yassin, Abera
- Michael Blankensteiner, Advokat
- Amos Lubega, Tolk
- Birgitte Boesen, Medarbejder
- Jamile Massalkhi Rudolf, Iransk kvinde
- Younes Damgaard, Majid
- Carsten Sparwath, Mand i bil
- Yonas Chihi, Asylbarn
- Malek Chihi, Asylbarn
- Thomas Højland Arp, Betjent
- Jesper Frederiksen, Betjent
- Brian Højmark, Betjent
- Claus Allerup Nielsen, Betjent
- Torben Krog, Betjent
- Klaus Tange, Betjent
- Kenneth Juhler, Betjent
- Demetreos Andtreotes, Betjent